# カステルボッタッチョ
カステルボッタッチョ（イタリア語: Castelbottaccio）は、イタリア共和国モリーゼ州カンポバッソ県にある、人口約300人の基礎自治体（コムーネ）。

## 地理

### 位置・広がり

#### 隣接コムーネ
隣接するコムーネは以下の通り。
- チヴィタカンポマラーノ
- ルチート
- ルパーラ
- モッローネ・デル・サンニオ